# Stefania Filo Speziale
Stefania Filo Speziale (Napoli, 1905 – Napoli, 1988) è stata un'architetta italiana.

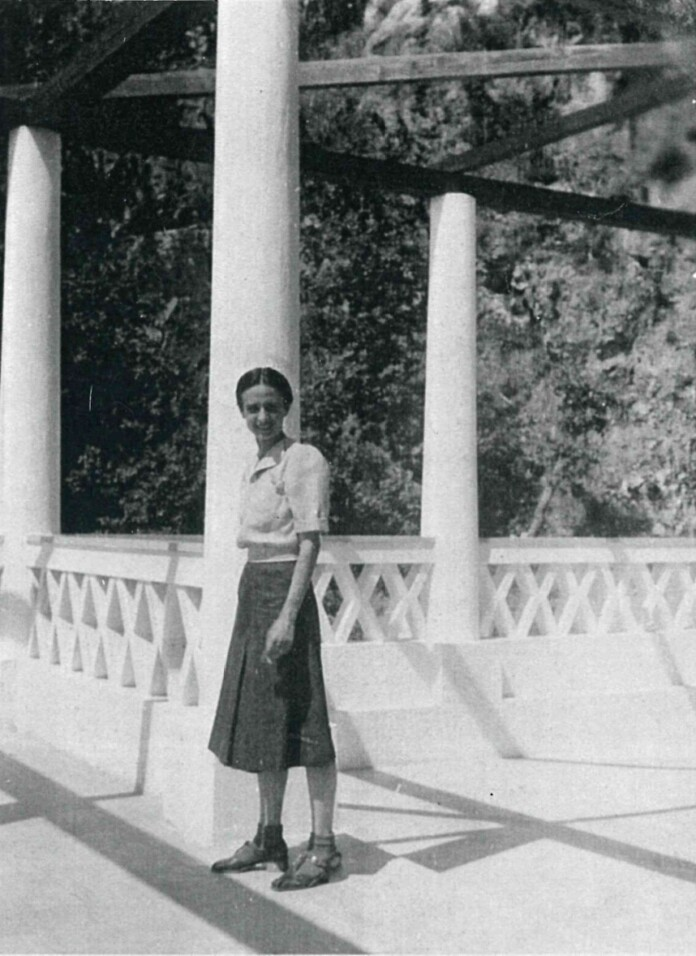
Stefania Filo Speziale

Prima donna laureatasi in architettura presso l'Università degli Studi di Napoli Federico II, Filo Speziale è divenuta una dei maggiori esponenti del movimento Moderno italiano, progettando sia il primo grattacielo di Napoli, il grattacielo della Società Cattolica Assicurazioni, che il cinema-teatro Metropolitan di Napoli, ad oggi il più capiente d'Italia.
Nel corso della sua carriera ha progettato oltre 150 opere, molte delle quali legate all'edilizia residenziale pubblica, oltre che essere stata tra le prime progettiste della I Mostra Triennale delle Terre Italiane d'Oltremare. Nel corso della sua carriera è divenuta inoltre docente di Composizione Architettonica e Caratteri Distributivi, divenendo tra i primi docenti a introdurre la logica della progettazione tipologica come disciplina accademica.

## Biografia
Nel 1932 Filo Speziale si laurea in architettura presso la Scuola Superiore di Architettura a Napoli, divenendo tra le prime donne a laurearsi in architettura, oltre che la prima donna a laurearsi in tale disciplina nella facoltà napoletana. Filo Speziale prosegue la carriera accademica come assistente alla cattedra del professore Marcello Canino, insegnando Caratteri Distributivi degli Edifici (1937) e lavorando contemporaneamente presso lo studio di architettura di Canino. Negli stessi anni Filo Speziale progetta la sua prima opera per l'IACP presso piazza Ottocalli nel quartiere San Carlo all'Arena di Napoli.
A seguito del Piano Regolatore di Napoli, diretto da Luigi Piccinato, nel 1937 il Regime Fascista affida alla Scuola Superiore di Architettura la progettazione della I Mostra Triennale delle Terre Italiane d'Oltremare, a cui Filo Speziale prende parte progettando cinque padiglioni facenti parte del Settore del Lavoro, tra cui il Padiglione della Silvicoltura e del Legno, il Padiglione della Pesca, e la porta d'ingresso a nord. Successivamente all'inaugurazione della mostra il 9 maggio 1940, essa viene chiusa il mese successivo per lo scoppio della seconda guerra mondiale. Al termine del conflitto mondiale, Filo Speziale partecipa alla ricostruzione e al restauro dei padiglioni, non vedendo tuttavia ricostruite le sue opere.

Nel 1945 diventa membro dell’Istituto Nazionale di Urbanistica. Dal 1946 al 1948 progetta a Napoli il cinema-teatro Metropolitan, il più capiente d'Italia (con oltre 3000 posti). Il progetto, interamente ipogeo, è collocato in una grande cava sottostante il palazzo Cellammare, in via Chiaia.

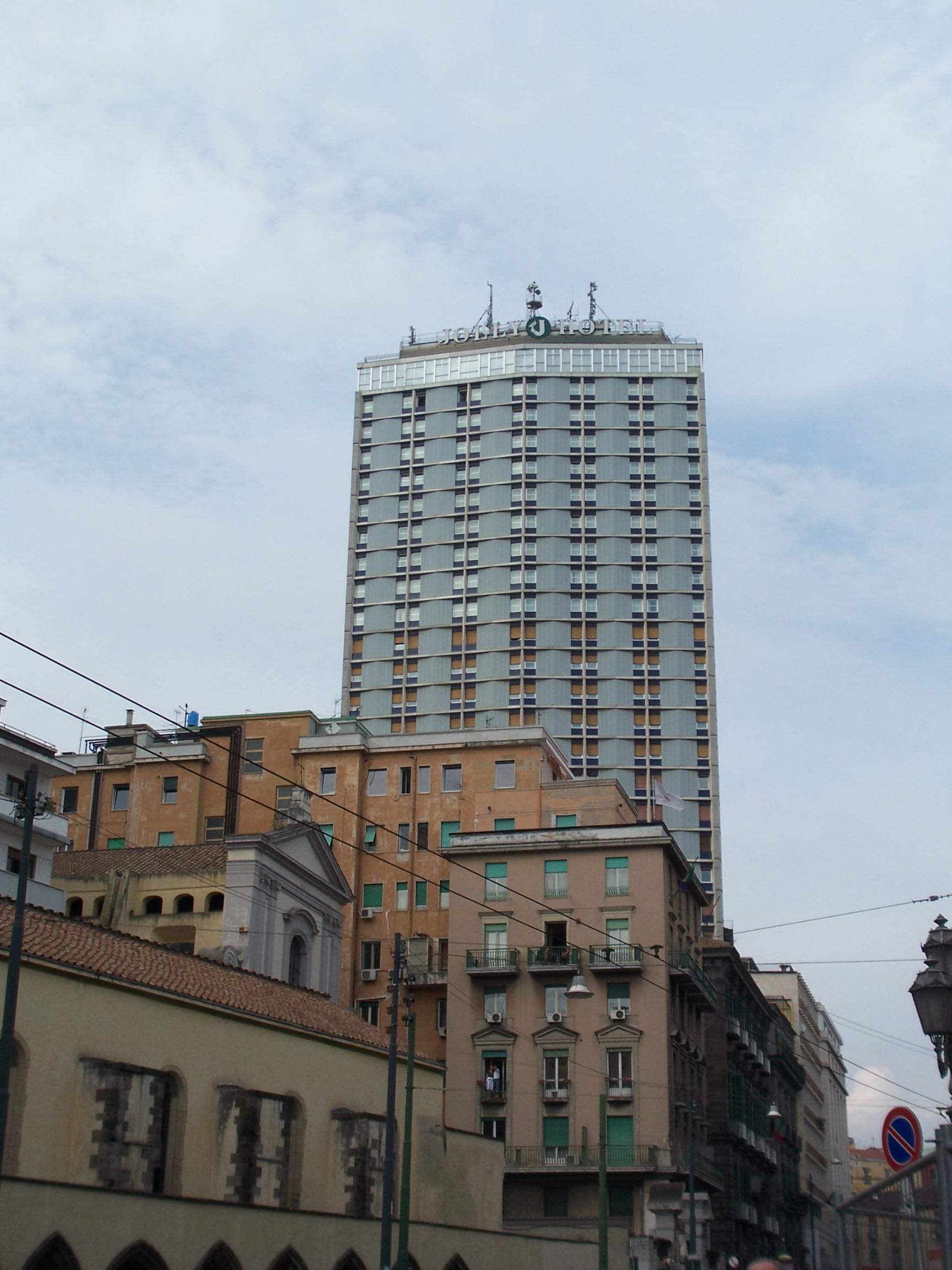
L'Ambassador's Palace Hotel, precedentemente denominato Società Cattolica Assicurazioni

Dal dopoguerra l'attività di Stefania Filo Speziale si incentra sulla ricostruzione della città, realizzando quartieri di edilizia economica e popolare (IACP, Gescal e INA-Casa) e numerose abitazioni private. Tra i progetti principali vi è la progettazione del piano regolatore del rione a Capodichino con la realizzazione di nove edifici (1951), la realizzazione di quattro edifici nel rione Bagnoli (1953) e la progettazione del quartiere ad Agnano, approvato dal piano regolatore generale comunale, composto da edifici residenziali, un mercato e un edificio scolastico (1953-1957). Nel 1957 partecipa alla progettazione del centro sociale nel settore sud-ovest del Complesso Soccavo-Canzanella, sotto il coordinamento di Giulio De Luca, e affiancata da Marcello Canino, mentre l'anno successivo partecipa alla progettazione del Rione Traiano a Napoli, sempre con Cannino.
Negli stessi anni Filo Speziale entra a far parte dello studio di architettura di Carlo Chiurazzi e Giorgio di Simone, con i quali progetta Palazzo Della Morte (1951-1957), complesso residenziale voluto dalla famiglia Della Morte, proprietaria della società costruttrice I.C.E.V.A. Nel 1953 progetta con lo studio un edificio residenziale a Posillipo commissionato dalla società iMep. Nel 1953 viene bandito un il concorso per la realizzazione del primo grattacielo di Napoli dalla Società Cattolica Assicurazioni. I tre progettisti partecipano al bando, vincendolo, portando alla realizzazione del grattacielo della Società Cattolica Assicurazioni.
Nel 1970 diventa docente ordinario di Caratteri Distributivi e termina la carriera accademica nel 1980 presso l'Università di Napoli (cattedra di Composizione Architettonica). Prima di morire, nel 1988, ha distrutto il suo intero archivio.
Nel 2022 le è stata dedicata una mostra monografica, ospitata nelle sale di Palazzo Gravina a Napoli.

## Caratteristiche dell'architettura di Filo Speziale

### Progettazione tipologica e l'abitare
A Filo Speziale si deve il merito di aver importato nella cultura architettonica italiana la logica della progettazione tipologica, attraverso con l’insegnamento universitario dedicato ai caratteri tipologici. L'architetta ha un interesse profondo per le necessità dell’abitante nell’ambito del tema della casa, da lei declinato dalla piccola alla grande scala, è particolarmente attenta all’integrazione degli spazi serventi e serviti, ponendo inoltre sullo stesso piano paesaggio ambientale e costruito.

## Opere architettoniche

### Edilizia residenziale pubblica e piani urbanistici
- Quartiere IACP - San Carlo all'Arena, 1938
- Quartiere INA-Casa - Capodichino, 1951
- Quartiere INA-Casa - Bagnoli, 1953
- Quartiere INA-Casa - Agnano, 1953-1957[6]
- Complesso Soccavo-Canzanella - Soccavo, 1957-1962
- Rione Traiano - Napoli, 1958

### Edifici pubblici
- I Mostra Triennale delle Terre Italiane d'Oltremare - Napoli, 1937-1940[7]
- Cinema-teatro Metropolitan - Napoli, 1946-1948
- Grattacielo della Società Cattolica Assicurazioni - Napoli, 1954-1957

### Residenze
- Palazzo della Morte - Napoli, 1951-1957
- Edificio residenziale - Posillipo, 1953

## Opere letterarie
- Stefania Filo Speziale, La casa di abitazione, Fiorentino, 1953.